# Miljörätt
Miljörätt är det rättsområde som omfattar den yttre miljön i vid bemärkelse. Uttrycket miljörätt började användas först under 1970-talet.

## Internationell miljörätt
Den internationella miljörätten präglas i högsta grad att alla stater är beroende av samordning av insatserna för att rädda och bevara miljön. 
Förenta nationernas konferens om mänsklig miljö i Stockholm 1972 var starten till en samordning av internationella insatser. I ett beslut i december 1972 beslöt FN att bilda ett permanent organ för leda arbetet att vårda miljön. Miljörätt har sedan dess varit prioriterat av FN och följts upp på många sätt.
Organisationen FN:s miljöprogram har i dag en omfattande verksamhet.

## Svensk miljörätt
Svensk miljörätt är helt präglad av normer, begrepp och idéer som kommit till uttryck internationellt. Miljörätten omfattar inte bara nyttjandet av naturresurserna utan omfattar regler för skydd av hälsa och miljö. Natur- och kulturområden ska skyddas och vårdas och den biologiska mångfalden ska bevaras. Den ska också trygga en god hushållning av mark och vatten samt främja återanvändning och återvinning. 
Den centrala lagen är Miljöbalken, som trädde i kraft den 1 januari 1999.
Utöver miljöbalken berörs miljöaspekter i plan- och bygglagen, fiskelagen, jaktlagen, minerallagen, lag om åtgärder mot förorening från fartyg och skogsvårdslagen med flera lagar och förordningar.

Naturvårdsverket, som har till uppgift att se till att lagar och beslut om miljön följs, har en i stort fullständig förteckning av svenska lagar och förordningar.
I den mån inte annat anges i miljöbalken ska dessa lagar tillämpas utöver miljöbalken, vilket i flera fall innebär parallella eller kompletterande prövningar. Till detta skall läggas EU:s miljölagstiftning, som antingen är direkt tillämplig genom EU-förordningar eller måste återspeglas i svensk författning (EU-direktiv).
Miljörätten berör myndigheter som Boverket, Jordbruksverket, Skogsvårdsstyrelsen, Livsmedelsverket, länsstyrelserna och kommunala nämnder, som miljönämnder och byggnadsnämnder.
De rättsvårdande myndigheter, som också berörs, är miljödomstolarna och vid misstanke om brott polismyndigheter och åklagare.

## Fotnoter
1. ↑   ”Arkiverade kopian”. Arkiverad från originalet den 16 mars 2007. http://webarchive.loc.gov/all/20070316102023/http://www.unep.org/Law/PDF/UN_GA_Decision_2997.pdf. Läst 1 september 2008.
2. ↑  ”Arkiverade kopian”. Arkiverad från originalet den 15 mars 2007. http://webarchive.loc.gov/all/20070315024959/http://www.unep.org/law/About_prog/introduction.asp. Läst 1 september 2008.
3. ↑   ”Arkiverade kopian”. Arkiverad från originalet den 8 juli 2009. http://arquivo.pt/wayback/20090708033547/http://www.unep.org/Documents.Multilingual/Default.asp?DocumentID=43. Läst 1 september 2008.
4. ↑  Miljöbalken (1998:808)
5. ↑  Plan- och bygglagen (2010:900 )
6. ↑  Fiskelagen (1993:787)
7. ↑  Jaktlagen (1987:259)
8. ↑  Minerallagen (1991:45)
9. ↑  Lag om åtgärder mot förorening från fartyg (1980:424)
10. ↑  Skogsvårdslagen (1979:429)
11. ↑  ”Arkiverade kopian”. Arkiverad från originalet den 9 oktober 2008. https://web.archive.org/web/20081009034654/http://www.naturvardsverket.se/sv/Lagar-och-andra-styrmedel/Lag-och-ratt/Annan-lagstiftning-inom-Naturvardsverkets-omrade/. Läst 1 september 2008.